# Thimert-Gâtelles
Thimert-Gâtelles é uma comuna francesa na região administrativa do Centro, no departamento Eure-et-Loir. Estende-se por uma área de 42,05 km². Em 2010 a comuna tinha 1 266 habitantes (densidade: 30,1 hab./km²).